# ريتشارد بليد
ريتشارد بليد (بالإنجليزية: Richard Blade)‏ هو مقدم برامج إذاعية ودي جيه وممثل أمريكي وبريطاني، ولد في 23 مايو 1956 في إنجلترا في المملكة المتحدة.

## وصلات خارجية
- ريتشارد بليد على موقع IMDb (الإنجليزية)
- ريتشارد بليد على موقع قاعدة بيانات الفيلم (الإنجليزية)